# Une histoire sans nom
Une histoire sans nom est un roman de Jules Barbey d'Aurevilly, paru en 1882.
L'un des personnages principaux du roman, Lasthénie de Ferjol a donné son nom à un syndrome décrit en psychiatrie : le syndrome de Lasthénie de Ferjol qui est un type de pathomimie au cours duquel le patient se provoque intentionnellement une anémie par des saignements qu'il occasionne lui-même délibérément.